# Макеиха

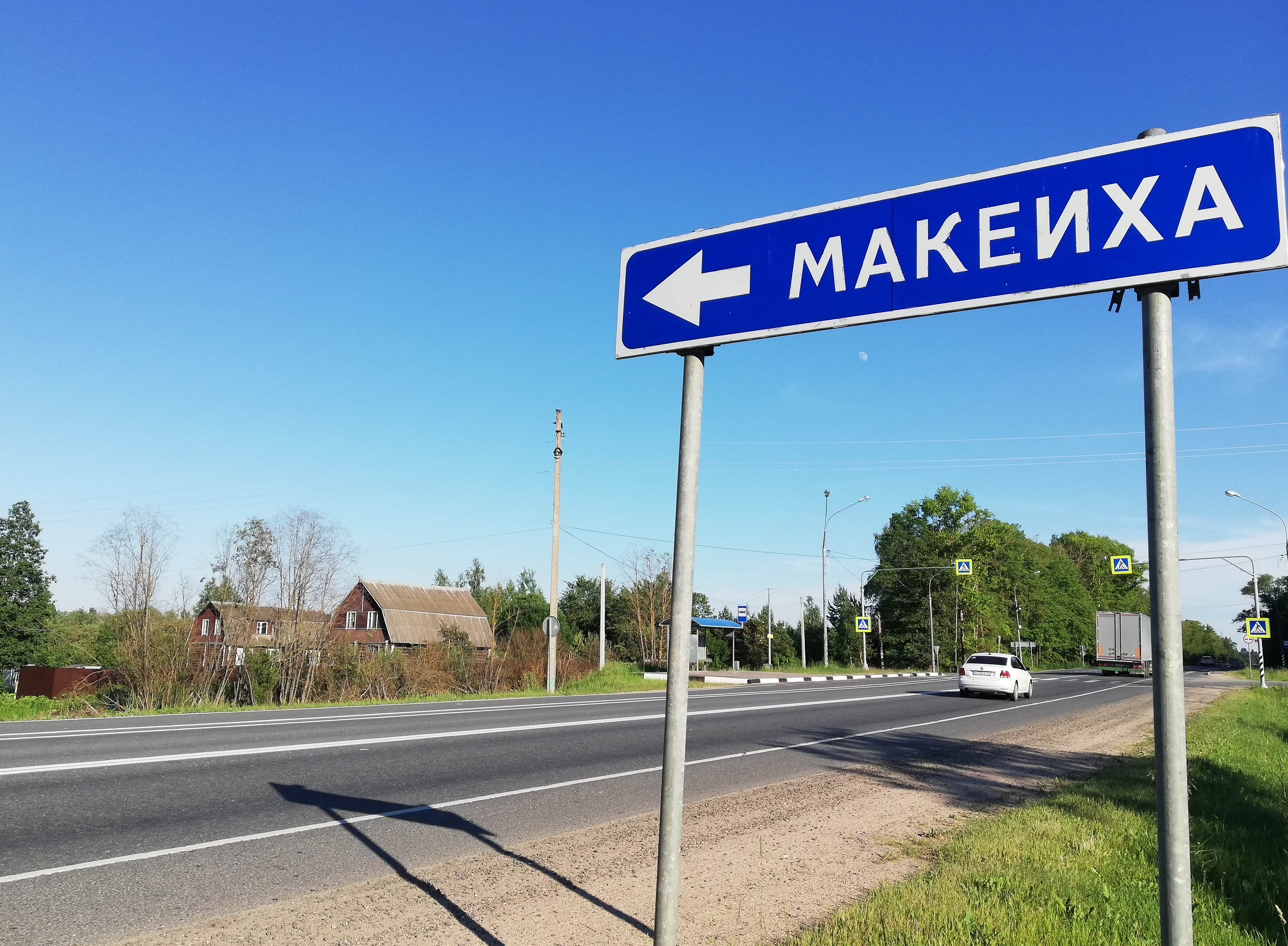
Указатель поворота на деревню

Макеиха — деревня в Рузском районе Московской области России, входит в состав сельского поселения Дороховское. Население 29 человек на 2006 год. До 2006 года Макеиха входила в состав Старониколаевского сельского округа.
Вблизи деревни, на Троицком хуторе, находится церковь Троицы Живоначальной.
Деревня расположена в южной части района, в 14 километрах к юго-востоку от Рузы, на правом берегу реки Шипуленки, высота центра над уровнем моря 192 м.